# Tramutola
Tramutola község (comune) Olaszország Basilicata régiójában, Potenza megyében.

## Fekvése
A megye nyugati részén fekszik. Határai: Grumento Nova, Marsicovetere, Moliterno, Montesano sulla Marcellana, Padula és Paterno.

## Története
A települést a 9. században alapították görög szerzetesek, akiket a szaracénok űztek el egykori kolostorukból. A régészeti leletek tanúsága szerint a vidék már az ókorban lakott volt, valószínűleg a pelaszgoszok által.A 19. század elején, amikor a Nápolyi Királyságban felszámolták a feudalizmust, önálló község lett.

## Népessége
A népesség számának alakulása:

## Főbb látnivalói
- Santa Lucia-kápolna
- Santissima Trinità-templom